# Cantone di Saint-Raphaël
Il Cantone di Saint-Raphaël è una divisione amministrativa dell'arrondissement di Draguignan.
A seguito della riforma complessiva dei cantoni del 2014 è passato da 1 a 3 comuni.

## Composizione
Prima della riforma del 2014 comprendeva il solo comune di Saint-Raphaël; dal 2015 comprende Saint-Raphaël, Les Adrets-de-l'Estérel e parte del comune di Fréjus.